# Junior Eurovision Song Contest 2020

Deltagande länder.
Länder som har tävlat förut men inte deltar 2020.

Junior Eurovision Song Contest 2020 blev den artonde upplagan av Junior Eurovision Song Contest, organiserad av Telewizja Polska (TVP) och European Broadcasting Union (EBU). Tävlingen hölls i Warszawa i Polen. 12 länder deltog.

## Arrangemanget

### Värdlandet
Till skillnad från den vuxna versionen får det vinnande landet inte automatiskt värdskapet för nästa års tävling. Mellan 2014 och 2017 fick det vinnande landet förtur till att tacka nej till värdskapet. Italien använde denna klausul 2015 för att avstå värdskapet efter segern 2014. Den 15 oktober 2017 tillkännagav EBU en återgång till det ursprungliga systemet 2018 och hävdade att det skulle ge mer tid åt organisatörerna att förbereda sig, för att säkerställa fortsättningen av tävlingen in i framtiden.
Den 5 mars stod det klart att Polen skulle stå värd för tävlingen. Detta blev första gången ett land stod värd för tävlingen två år i rad. Värdstaden var Warszawa . Utöver Polen hade även Kazakstan och Spanien visat intresse för värdskap.

### Plats
Den 16 maj avslöjades det att tävlingen skulle äga rum i Warszawa den 29 november. Till skillnad från tidigare år hölls tävlingen inte i en stor arena, utan i en TV-studio, eftersom EBU skulle kunna försäkra sig om att alla åskådares säkerhet och hälsa kunde tryggas i och med coronakrisen. Kraków drog sig ur ett eventuellt värdskap innan dess på grund av oenigheter kring finansieringen trots stöd bland de styrande i staden.
Den 8 oktober stod det klart att tävlingen skulle äga rum i studio 5 i TVP:s högkvarter i Warszawa. ATM Studio och Transcolor Studio hade tidigare föreslagits som potentiella studior.
Öppningsceremonin hölls den 23 november.

## Format

### Ny högste ansvarig
I januari 2020 stod det klart att svenske Martin Österdahl tog över efter Jon Ola Sand som högste ansvarige från EBU i Eurovision Song Contest och Junior Eurovision Song Contest. Övergången skedde omedelbart efter att EBU beslöt sig för att ställa in Eurovision Song Contest 2020 18 mars på grund av coronavirusutbrottet, vilket skulle ha blivit Sands sista uppdrag före avgången. Österdahls första uppdrag blev årets Junior Eurovision Song Contest.

### Grafisk design
I samma veva som plats och datum för tävlingen avslöjades presenterades även den grafiska profilen och sloganen. Sloganen lyder Move the World! (Rör på världen! (polska: Rusz światem!)) och är tänkt att ära den kollektiva kraft vi människor har tillsammans, och ackompanjeras av en glittrande jordglob.

### Programledare
Den 7 oktober stod det klart att Ida Nowakowska-Herndon, Rafał Brzozowski och Małgorzata Tomaszewska skulle vara programledare. Föregående års vinnare Viki Gabor hade dessförinnan uttryckt intresse för att programleda tävlingen.

### Tävlingsupplägg
På grund av coronapandemin har radikala förändringar fått göras i upplägget av tävlingen. Programmet skulle sändas live från en TV-studio i Warszawa där programledarna och TV-teamet upprätthöll social distansering. Vissa bidrag skulle framföras i en studio i varje deltagande land, och en liknande scenlayout och teknisk utrustning skulle användas för att säkra kontinuitet och rättvisa mellan deltagarna, medan andra skulle spelas in i Warszawa. Jurypoängen skulle också delas ut från respektive land. Utöver detta gavs även deltagarna en chans att dela upplevelsen med varandra trots att de inte kunde närvara fysiskt.

## Lista över deltagande länder
Den 8 september släppte EBU en lista över de deltagande länder.
 Med tolv länder var detta det lägsta antalet sedan 2013. Albanien, Australien, Irland, Italien, Nordmakedonien, Portugal och Wales drog sig ur till följd av coronapandemin, det högsta antalet tillbakadragande länder sedan 2006, medan Tyskland gjorde sin debut. Armenien, som ursprungligen planerat delta, drog sig den 5 november ur tävlingen. EBU hade emellertid klargjort att listan inte var slutgiltig, och att fler länder kunde tillkomma inom den närmaste tiden.
| No. | Land          | Artist               | Bidrag                                      | Språk                  | Översättning        | Plac. | Poäng |
| --- | ------------- | -------------------- | ------------------------------------------- | ---------------------- | ------------------- | ----- | ----- |
| 01  | Tyskland      | Susan                | Stronger with You                           | Tyska, engelska        | Starkare med dig    | 12    | 66    |
| 02  | Kazakstan     | Karakat Bashanova    | Forever                                     | Kazakiska, engelska    | För evigt           | 2     | 152   |
| 03  | Nederländerna | Unity                | Best Friends                                | Nederländska, engelska | Bästa vänner        | 4     | 132   |
| 04  | Serbien       | Petar Aničić         | Heartbeat (Откуцај)                         | Serbiska, engelska     | Hjärtslag           | 11    | 85    |
| 05  | Vitryssland   | Arina Pechtereva     | Aliens (Пришельцы)                          | Ryska, engelska        | Främlingar          | 5     | 130   |
| 06  | Polen         | Ala Tracz            | I'll Be Standing                            | Polska, engelska       | Jag står kvar       | 9     | 90    |
| 07  | Georgien      | Sandra Gadelia       | You are not alone                           | Georgiska, engelska    | Du är inte ensam    | 6     | 111   |
| 08  | Malta         | Chanel Monseigneur   | Chasing Sunsets                             | Engelska               | Jagar solnedgångar  | 8     | 100   |
| 09  | Ryssland      | Sofia Feskova        | Moj novyj den (My New Day) (Мой новый день) | Ryska, engelska        | Min nya dag         | 10    | 88    |
| 10  | Spanien       | Soleá Fernandez      | Palante                                     | Spanska                | Framåt              | 3     | 133   |
| 11  | Ukraina       | Oleksander Balabanov | Vidkryvaj (Вiдкривай)                       | Ukrainska, engelska    | Öppna               | 7     | 106   |
| 12  | Frankrike     | Valentina            | J'imagine                                   | Franska                | Jag föreställer mig | 1     | 200   |

| Fördelning mellan jury- och onlinesresultat | Fördelning mellan jury- och onlinesresultat | Fördelning mellan jury- och onlinesresultat | Fördelning mellan jury- och onlinesresultat | Fördelning mellan jury- och onlinesresultat |
| Plac.                                       | Online                                      | Poäng                                       | Jury                                        | Poäng                                       |
| ------------------------------------------- | ------------------------------------------- | ------------------------------------------- | ------------------------------------------- | ------------------------------------------- |
| 1                                           | Frankrike                                   | 112                                         | Frankrike                                   | 88                                          |
| 2                                           | Spanien                                     | 73                                          | Kazakstan                                   | 83                                          |
| 3                                           | Kazakstan                                   | 69                                          | Vitryssland                                 | 73                                          |
| 4                                           | Nederländerna                               | 64                                          | Georgien                                    | 69                                          |
| 5                                           | Vitryssland                                 | 57                                          | Nederländerna                               | 68                                          |
| 6                                           | Ukraina                                     | 54                                          | Spanien                                     | 60                                          |
| 7                                           | Serbien                                     | 50                                          | Ukraina                                     | 52                                          |
| 8                                           | Malta                                       | 49                                          | Malta                                       | 51                                          |
| 9                                           | Polen                                       | 44                                          | Polen                                       | 46                                          |
| 10                                          | Ryssland                                    | 44                                          | Ryssland                                    | 44                                          |
| 11                                          | Georgien                                    | 42                                          | Serbien                                     | 35                                          |
| 12                                          | Tyskland                                    | 39                                          | Tyskland                                    | 27                                          |

### Övriga länder
- Albanien – När EBU avslöjade listan över deltagande länder i årets tävling fanns Albanien inte med. En talesperson för RTSH meddelade senare att landet hade dragit sig ur med anledning av coronapandemin.[25]
- Armenien – Den 5 november meddelade EBU att Armenien drog sig ur tävlingen. Den pågående konflikten i Nagorno-Karabach och därav följande svårigheter för TV-bolaget AMPTV att förbereda tävlingen uppgavs som anledning.[21] Maléna Fox var tilltänkt som landets representant.[26]
- Australien – Den 2 juli meddelades det att SBS för första gången sedan 2016 skulle ha ansvar för tävlingen.[27] Den 15 juli meddelade de dock att de avstår deltagande i år med anledning av coronapandemin och reserestriktionerna den har medfört, som troddes kunna gälla 2021. Ett deltagande nästa år ansågs dock troligt.[28]
- Belgien – Den 18 april meddelade flamländska VRT att man inte planerade att göra comeback i tävlingen.[29] Franskspråkiga RTBF hade ännu inte uteslutit deltagande. Belgien deltog senast 2012.
- Bulgarien – Den 9 december meddelade BNT att en comeback i tävlingen inte var aktuell då man riktade fokus på att göra comeback i Eurovision Song Contest.[30] Den 21 juli meddelade emellertid BNT att man övervägde att återvända nästa år.[31] Bulgarien deltog senast 2016.
- Danmark – Den 15 april meddelade DR att de inte tänkte delta i år heller.[32] Danmark deltog senast 2005.
- Estland – ERR har bekräftat till Eurofestivals att de inte skulle debutera i 2020 års tävling. Källor från nätverket uteslöt sitt deltagande i barntävlingen även om de inte gav någon anledning.[33]
- Grekland – I juni 2020 rapporterades att den grekiska programföretaget ERT på allvar övervägde att återvända till tävlingen 2020,[34] men i slutändan valde de ändå att avstå från att tävla.[35] Grekland deltog senast 2008.
- Irland – Den 4 augusti valde TG4 att dra tillbaka landets deltagande i tävlingen med anledning av coronapandemin. Man hoppades på att återvända nästa år.[36]
- Island – I december 2019 meddelade en talesperson för RÚV att landet förhandlade om deltagande i andra Eurovisionsevenemang än Eurovision Song Contest, vilket skulle kunna leda till en debut i Junior Eurovision Song Contest.[37]
- Israel – Den 13 juli meddelade KAN att landet inte tänkte återvända till årets tävling.[38] Israel deltog senast 2018.
- Italien – När EBU avslöjade listan över deltagande länder i årets tävling fanns Italien inte med. Den 29 september meddelade RAI att man ännu inte hade fattat något beslut om deltagande.[39]
- Lettland – Den 12 juni 2020 meddelade LTV att de inte skulle återvända till Junior Eurovision Song Contest 2020.[40][41]
- Nordmakedonien – Den 27 juli meddelade MRT att de avstod deltagande i år med anledning av coronapandemin.[42]
- Norge – I april 2019 meddelade en talesperson för NRK att framtida deltagande kunde vara möjligt,[43] men enligt uppgifter från 14 juni var det inte aktuellt med någon comeback i år.[44] Norge deltog senast 2005.
- Portugal – RTP hade från början bekräftat deltagande i tävlingen i augusti,[45] men fanns senare inte med på EBU:s lista över deltagande länder. Ett tag senare avslöjade RTP att de hade dragit sig ur på grund av coronapandemin.[46]
- Rumänien – TVR har meddelat att landet inte tänkte återvända till årets tävling.[47] Rumänien deltog senast 2009.
- San Marino – Den 17 juni 2020 bekräftade SMRTV till Eurofestivals att landet inte skulle delta i Junior Eurovision Song Contest 2020.[48]
- Skottland – I juni 2019 bekräftade BBC Alba att samtal hade ägt rum som kunde möjliggöra deltagande 2020,[49] men den 21 april meddelade man att inga planer fanns på att delta.[50]
- Slovenien – RTV hade meddelat att landet inte tänkte återvända till tävlingen.[47] Slovenien deltog senast 2015.
- Sverige – Den 15 januari 2020 meddelade chefen för det svenska barn-TV-företaget SVT Barn att företaget hittills inte skulle återvända till tävlingen utan övervägde möjligheten att återvända i framtiden.[51] Sverige deltog senast 2014.
- Tjeckien – ČT har meddelat att landet inte tänkte debutera i årets tävling.[47]
- Wales – Den 14 juli meddelade S4C att landet avstod deltagande i år med anledning av coronapandemin. Tävlingen skulle inte heller att sändas, ännu hade inget beslut om deltagande 2021 tagits.[52]

## Kommentatorer och talespersoner

### Kommentatorer

#### Deltagande länder
- Frankrike – Stéphane Bern och Carla Lazzari (France 2)[53]
- Georgien – Helen Kalandadze (1TV)[54]
- Kazakstan – Mahabbat Esen och Kaldybek Zjaisanbai (Khabar Agency)[55]
- Nederländerna – Jan Smit (NPO Zapp)[56]
- Polen – Artur Orzech (TVP1, TVP ABC, TVP Polonia)[57]
- Serbien – Tijana Lukić (RTS2)[58]
- Spanien – Tony Aguilar och Eva Mora (La 1, TVE Internacional)[59]
- Tyskland – Bürger Lars Dietrich (KiKa)[60]
- Ukraina – Timur Mirosjnytjenko (UA:Persjyj, UA:Kultura)[61]
- Vitryssland – Pavel Lazovik (Belarus 1, Belarus 24)[62]

#### Icke deltagande länder
- Litauen - Artur Orzech (TVP Wilno)[57]
- Nya Zeeland - Ewan Spence och Ellie Chalkley (World FM)[63]
- Storbritannien - Ewan Spence och Ellie Chalkley (World FM)[63]

### Talespersoner
- Georgien – Marita Chvedelidze[64]
- Kazakstan – Sanija Zjolzjachynova[65]
- Nederländerna – Robin de Haas[66]
- Polen – Marianna Józefina Piątkowska[67]
- Ryssland – Mikella Abramova[68]
- Serbien – Darija Vračević (Serbiens representant 2019)[69]
- Spanien – Melani García (Spaniens representant 2019)[70]
- Ukraina – Sofia Ivanko (Ukrainas representant 2019)[71]
- Vitryssland – Ksenia Galetskaja[62]